# Kiruna
Kiruna (same : Giron, finnois : Kiiruna) est une ville minière de 18 154 habitants en Laponie suédoise et le chef-lieu de la commune de Kiruna, siège du Parlement saami de Suède.

## Géographie
Kiruna est située dans la partie septentrionale de la Suède à 145 kilomètres au nord du cercle Arctique. Elle se trouve dans un paysage environné de montagnes typiques de l'intérieur du Norrland. La ville est construite sur la colline de Haukavaara sur les rives du lac Luossajärvi (en) à une dizaine de kilomètres au sud de la rivière Torne.
La création de la ville de Kiruna en 1903 découle directement de la présence d'un gisement de fer d'une qualité exceptionnelle sur le site issu du bouclier scandinave et reste encore aujourd'hui le fondement de l'économie de la cité.

### Climat
Les températures moyennes annuelles enregistrées dans la ville ont augmenté de 3°C entre 1900 et 2017.

## Histoire

### Fondation et développement
Jusqu'au XIXe siècle, la région est peu hospitalière et quasiment vide d'habitants, mis à part une poignée de Samis éleveurs, pêcheurs et chasseurs.
Au milieu des années 1880, un gisement de minerai de fer est découvert dans la montagne de Kiirunavaara qui culmine environ 200 mètres au-dessus de la ville actuelle et la société minière LKAB est créée en 1890 pour exploiter le gisement. Une première portion de ligne ferroviaire existait depuis mars 1888 entre le port de Luleå sur la mer Baltique et Malmberget (à mi-chemin entre Kiruna et la mer). L'exploitation rationnelle du gisement de Kiruna nécessitait de prolonger cette ligne, la Malmbanan, jusqu'à Kiruna puis jusqu'à Narvik en Norvège, le port libre de glace sur la côte de l'océan Atlantique créé pour évacuer le minerai. Cet investissement est lourd car la ligne doit traverser une chaîne de montagne et le projet est débattu durant plusieurs années au parlement suédois. Plus de 4 000 personnes travaillent sur la nouvelle infrastructure.
Kiruna est atteint en 1903 et la ville fondée la même année. La portion norvégienne de la ligne jusqu'à Narvik est inaugurée en 1903.
L'agglomération de Kiruna compte 7 500 habitants dès 1910. Elle connait une croissance continue qui culmine mi 1970 avec  31 000 habitants. Elle compte au début des années 2010 environ 19 000 habitants,.
Après 110 ans d'exploitation, 1,1 milliard de tonnes ont été extraites et la mine reste la plus grande mine du monde. À ciel ouvert jusqu'en 1965, la mine est devenue souterraine depuis cette date. Le filon, long de 4 kilomètres et large de 80 mètres, plonge à près de 2 000 mètres sous la surface avec une inclinaison de 60°. Les galeries les plus profondes descendent jusqu'à 1 365 mètres sous la surface et s'étendent sur plusieurs centaines de kilomètres.

### Déplacement de la partie ouest de la ville
Depuis 2004, les autorités municipales se trouvent cependant devant un dilemme : la poursuite de l'exploitation de la mine jusqu'à plus de 1 365 mètres de profondeur entraînerait une baisse du niveau du sol sous une partie de la ville et donc son effondrement à terme, mais l'arrêt de l'exploitation marquerait la mort économique de Kiruna, qui en dépend presque entièrement. En 2009, la municipalité prend la décision de déplacer la partie menacée de la ville de cinq kilomètres vers le nord-ouest, partie incluant la gare, l'hôtel de ville, la principale église et un tronçon de la voie ferrée, de l'autoroute, des réseaux d'électricité et des canalisations. Toutefois, devant l'ampleur de la tâche, le chantier sera étalé jusqu'en 2099. La construction de la nouvelle ville commence à la fin des années 2010. Les bâtiments remarquables de l'ancienne ville comme l'église de Kiruna et certaines maisons sont déplacées. Plus généralement, les habitants concernés se sont vu proposer l'alternative suivante : fourniture d'une maison dans le nouveau centre ou versement du prix de leur maison au prix du marché majoré de 25 %,. L’église est déplacée en août 2025, l’événement étant retransmis en direct par la télévision suédoise.

### Découverte d'un important gisement de terres rares
Début 2023, un gisement de terres rares qui pourrait être le plus important d'Europe a été découvert à Kiruna. Cette découverte apparaît comme une aubaine pour l'Union européenne face au quasi-monopole chinois.

## Activités économiques hors exploitation minière
Depuis la fin des années 1940, des installations scientifiques sont installées dans la région de Kiruna pour étudier la haute atmosphère notamment avec l'aide de fusées-sondes. La latitude élevée permet de recueillir des données intéressantes sur la structure des couches hautes de l'atmosphère et de la magnétosphère terrestre. La base de lancement d'Esrange, située à une quarantaine de kilomètres de la ville est utilisée pour lancer des fusées-sondes et des ballons stratosphériques. Cette activité a attiré environ 500 emplois : les employeurs sont outre la base d'Esrange, le constructeur de satellites suédois Swedish Space Corporation  et l'Institut suédois de physique spatiale.

## Transports

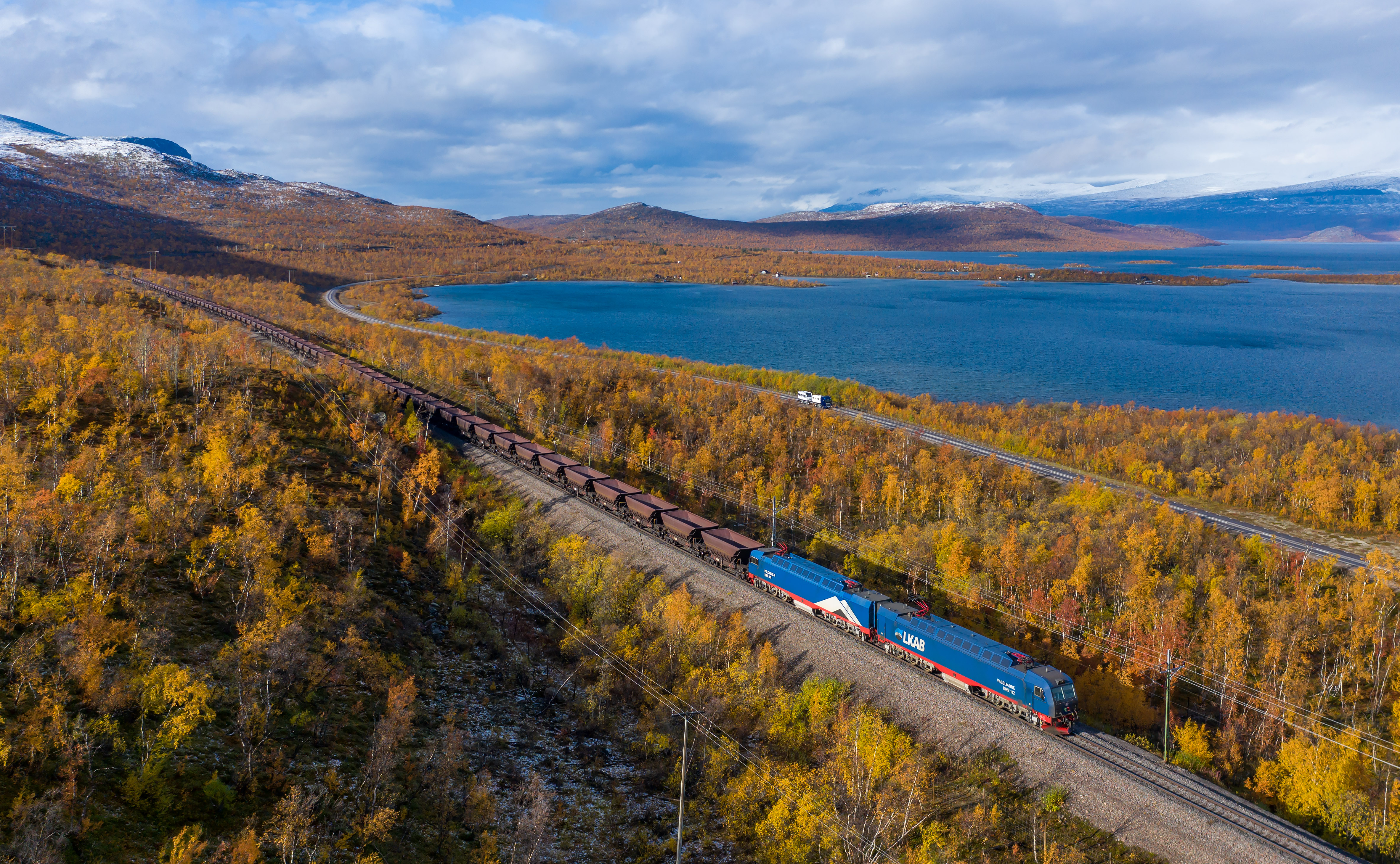
La route E10 et la voie de chemin de fer pour le minerai, près du lac Torneträsk à Kiruna. Septembre 2020.

Kiruna est située sur la route E10 qui relie Luleå sur la côte Baltique à Narvik en Norvège en passant près de Gällivare.
La Malmbanan/Ofotbanen, ligne de chemin de fer qui passe par Kiruna et construite pour acheminer le minerai relie Luleå, le grand port et le centre sidérurgique suédois sur la mer Baltique, à Narvik, grand port minéralier norvégien sur l'Atlantique. Au-delà de Luleå, les passagers peuvent poursuivre leur voyage jusqu'à Stockholm par un train de nuit.
L'aéroport de Kiruna qui voit chaque année passer environ 250 000 passagers est utilisé par les sociétés comme Boeing et Airbus pour tester leurs avions dans des conditions climatiques extrêmes.

## Personnalités liées à la ville
- Åsa Larsson, auteur de polars
- Hjördis Genberg, actrice, femme de David Niven, est née dans la commune.
- Hanna Öberg, biathlète, championne olympique (PyeongChang 2018 et Pékin 2022) et mondiale.
- Elvira Öberg, biathlète, championne olympique par équipe (Pékin 2022), sœur cadette de Hanna.

## Dans la fiction

### Dans les romans
- Tant que dure ta colère, Le sang versé, Horreur boréale et Les crimes de nos pères, de Åsa Larsson.
- Kiruna de Maylis de Kerangal.
- La fille muette de Hjorth et Rosenfeldt.

### Au cinéma
- Rendez-vous à Kiruna d'Anna Novion (avec Jean-Pierre Darroussin).

### À la télévision
- Jour polaire, série télévisée franco-suédoise se déroulant et tournée dans la ville.
- Coup de foudre à Noël d'Arnauld Mercadier (avec Julie de Bona et Tomer Sisley)
- Rebecka Martinsson, série policière suédoise se déroulant et tournée dans la ville, d'après les personnages d'Åsa Larsson

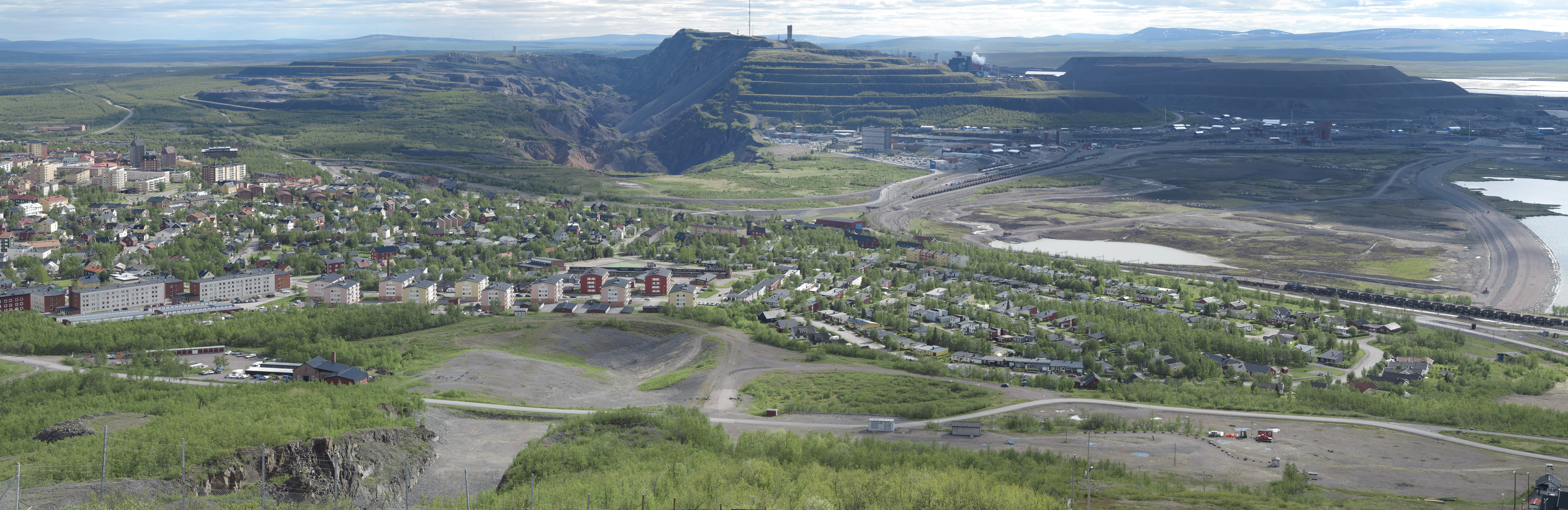
Panorama de Kiruna (à l'arrière-plan, la mine).

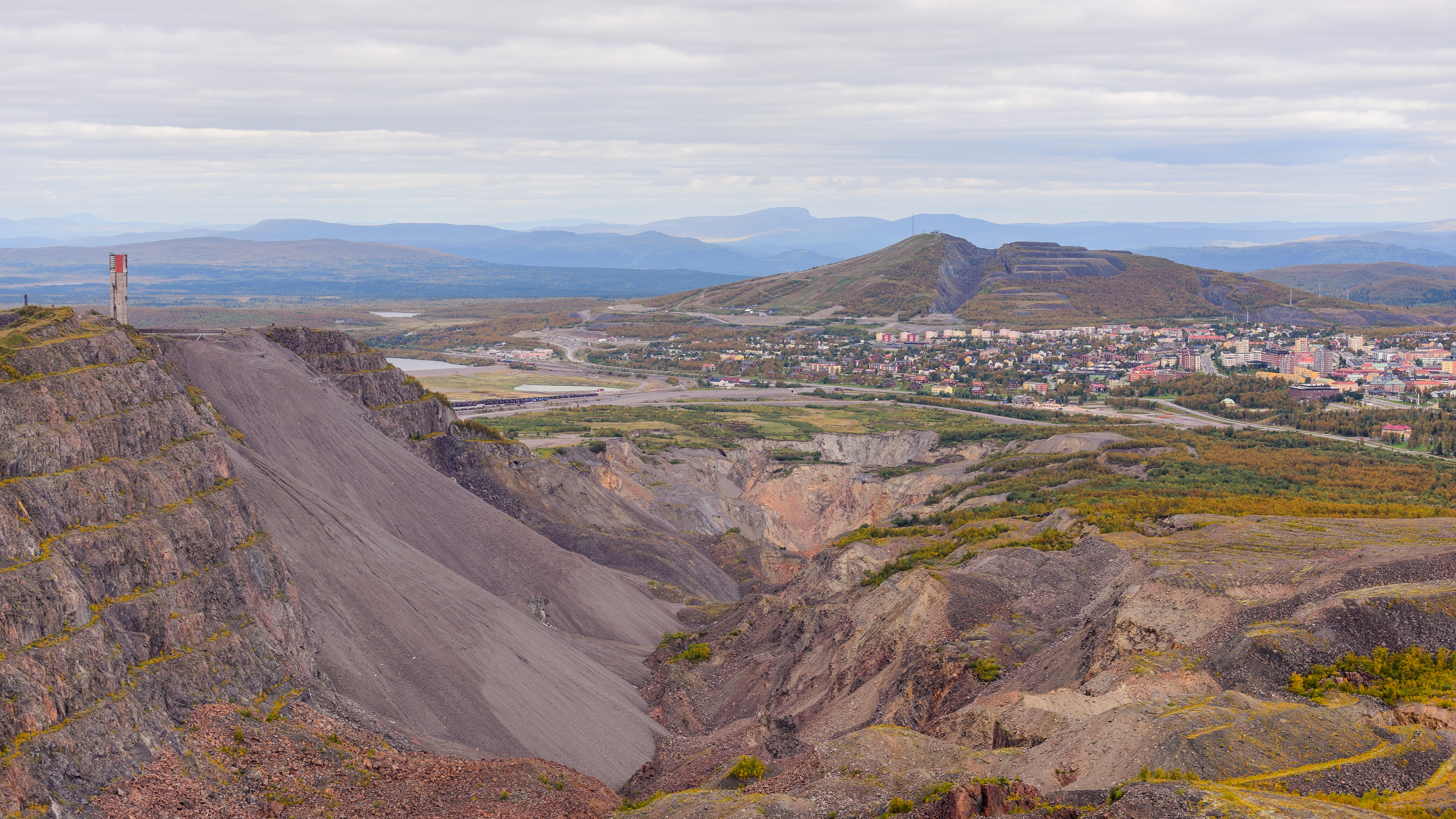
Autre panorama de Kiruna. Septembre 2017.

- The Abyss, film suédois, Netflix

## Galerie

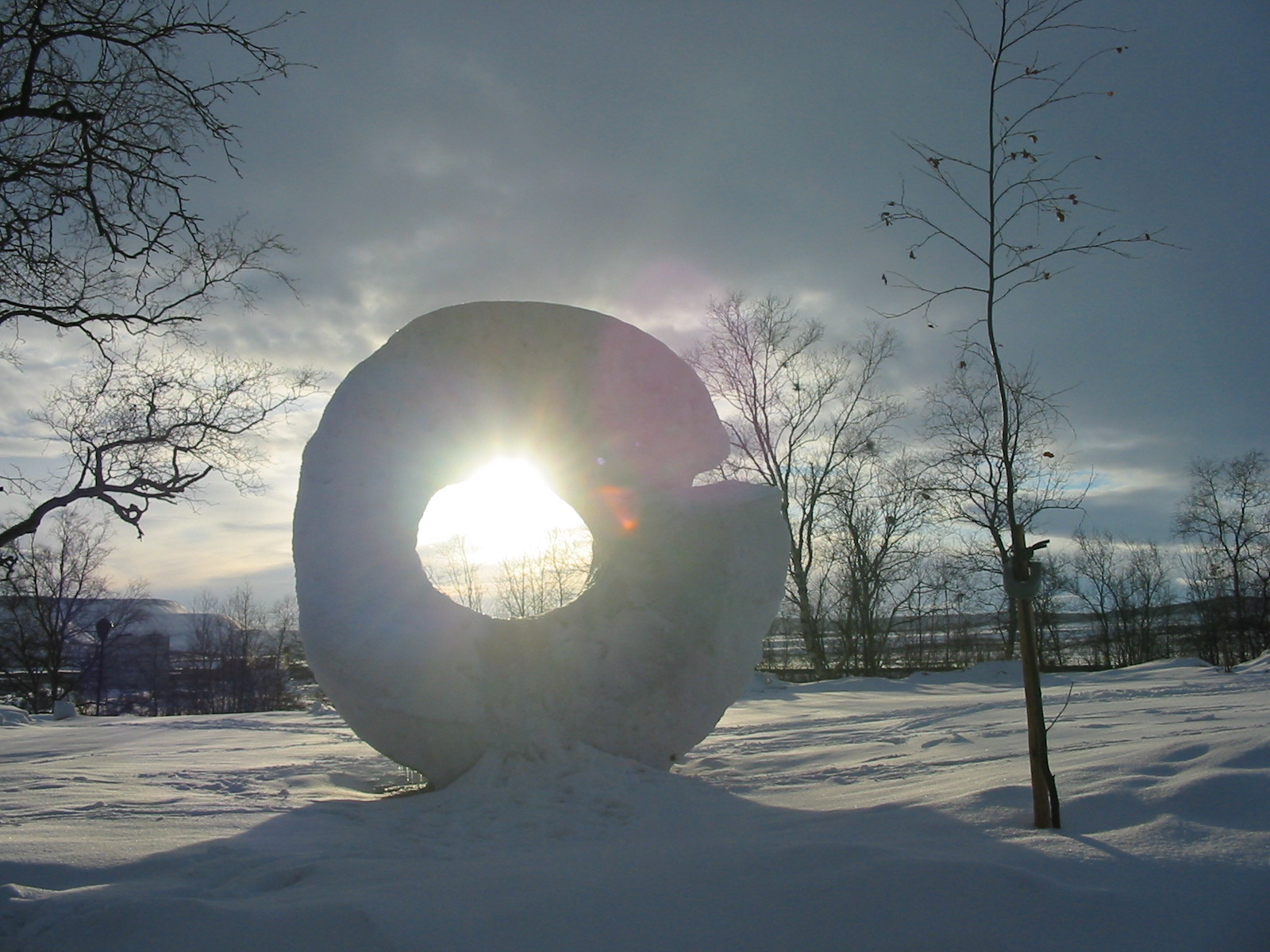
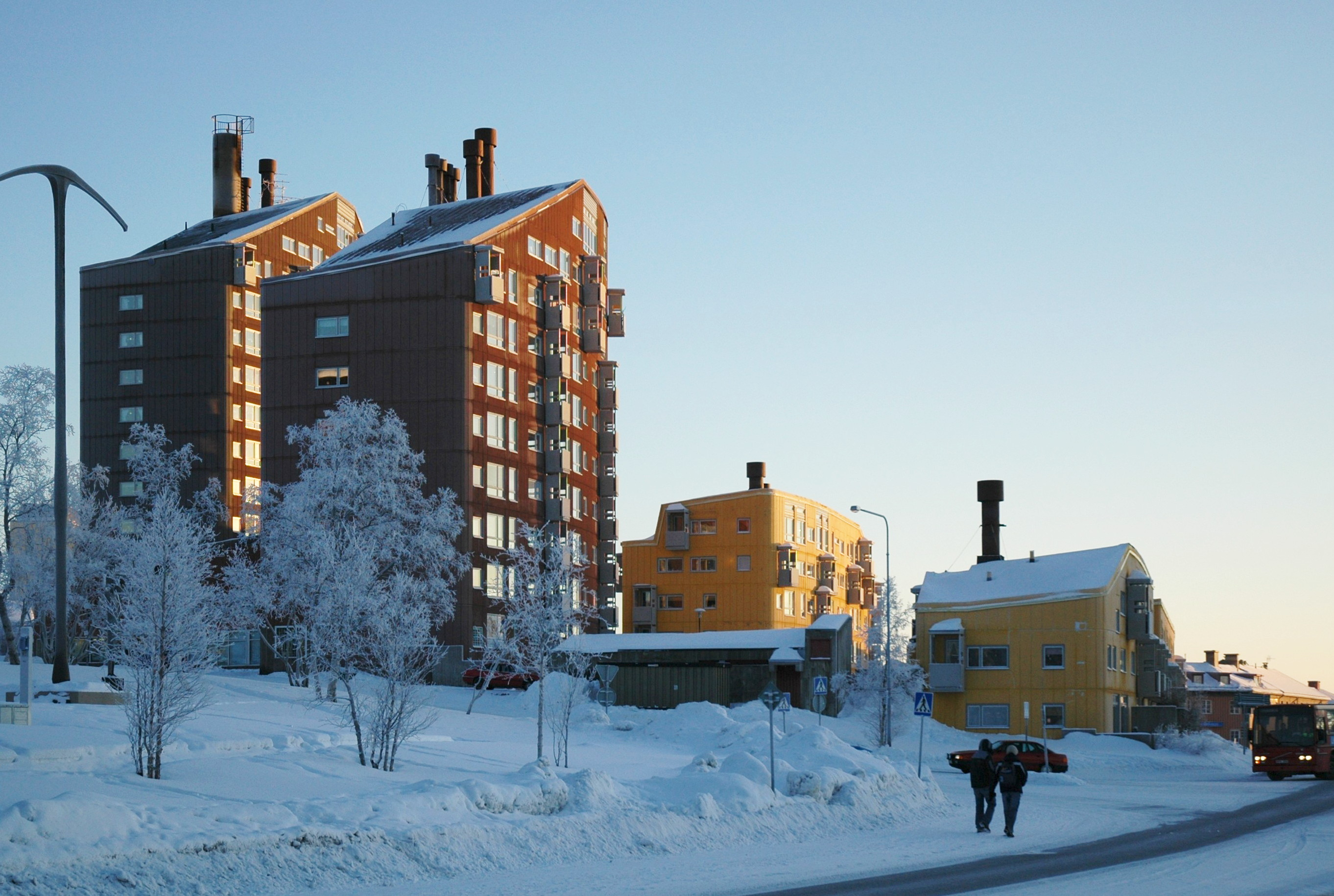
Les constructions Ortdrivaren à Kiruna.
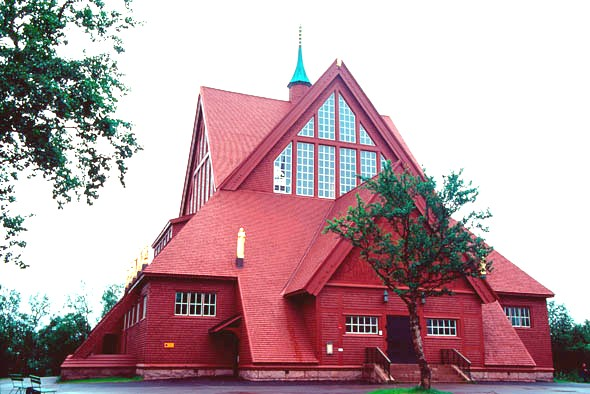
Église de Kiruna.
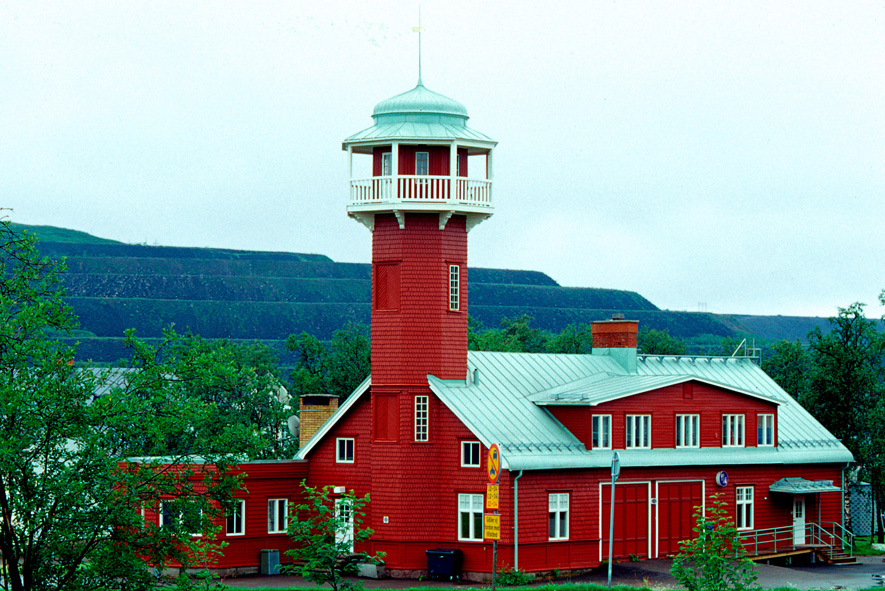
L'Ancienne caserne de pompiers à Kiruna.
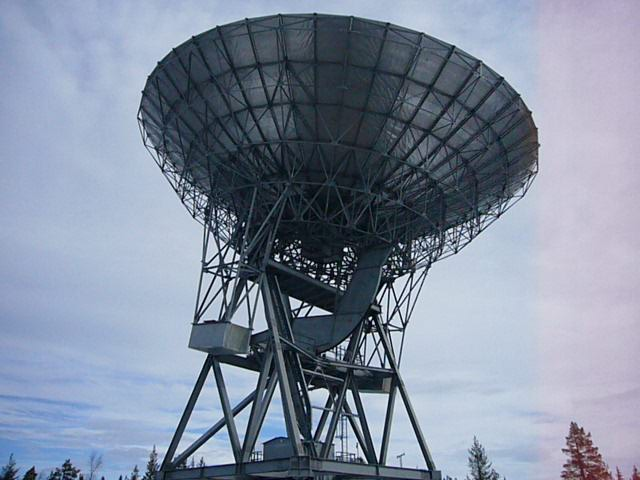
Radar de l'European Incoherent Scatter Scientific Association de 32 mètres de diamètre.
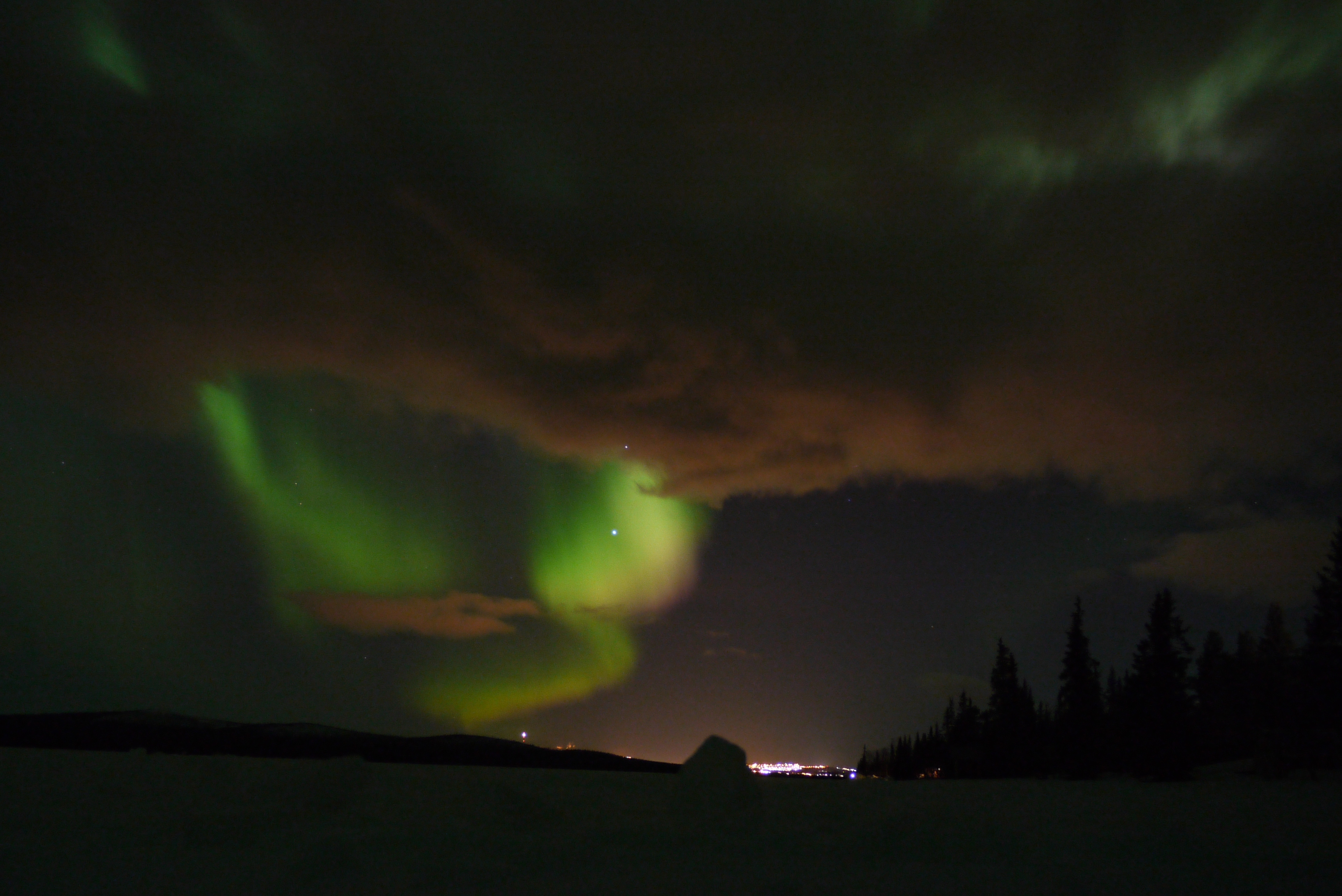
Aurore polaire vue de la banlieue de Kiruna
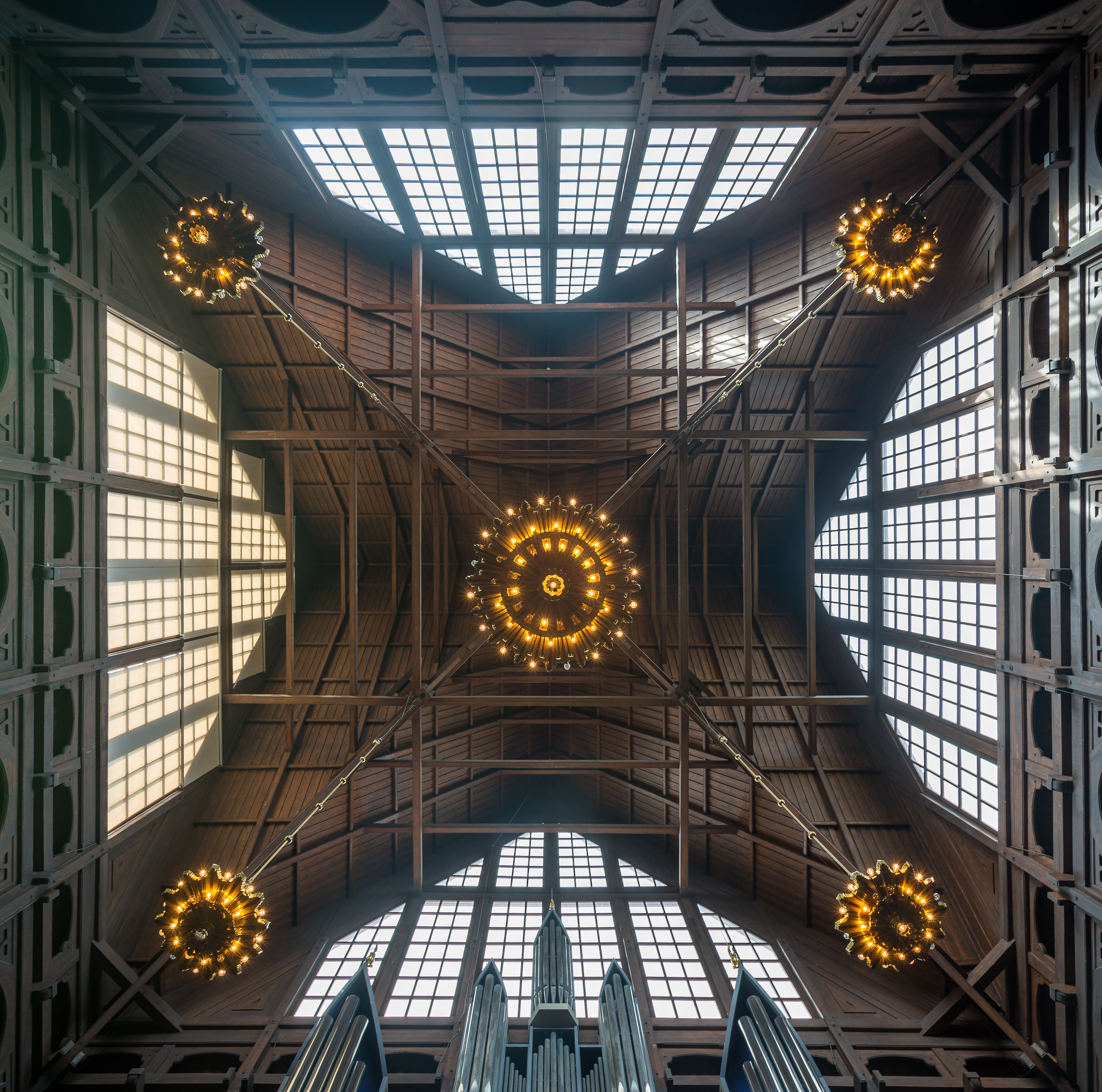
Le plafond de l'église de Kiruna (voir Kiruna kyrka (sv))